# Elaeagnus tarokoensis
Elaeagnus tarokoensis — вид квіткових рослин з родини маслинкових (Elaeagnaceae). Поширення: сх. Тайвань. Населяє зарості на висотах 300–900 метрів.

## Біоморфологічна характеристика
Це вічнозелений плетистий або прямовисний кущ заввишки 1–3 метри. Молоді гілки та бруньки сріблясто-коричневі лускаті. Ніжка листка 3–5 мм; листова пластинка знизу срібляста, зверху темно-зелена, еліптична, 2–5 × 1–2.5 см, знизу з розсіяними стійкими лусками, бічні жилки 5 або 6 з кожного боку середньої жилки, основа гостра до тупої, верхівка гостра до тупої. Квітки поодинокі в пазухах довгих пагонів або по 2–5 у вкороченій китиці на коротких гілках. Квітконіжка значно коротша за трубку чашечки; плодоніжка коротша за плід. Квітки білі. Трубка чашечки 3.5–4.5 мм; частки трикутно-яйцеподібні, 3–3.5 мм. Кістянка оранжево-рожева, широкоеліпсоїдна до майже кулястої, 8–10 мм. Насінина 8-ребриста, 7–9 мм.